# Pseudohadena pugnax
Pseudohadena pugnax är en fjärilsart som beskrevs av Alphéraky 1892. Pseudohadena pugnax ingår i släktet Pseudohadena och familjen nattflyn. Inga underarter finns listade.